# Under My Thumb
Under My Thumb è un brano musicale scritto da Mick Jagger e Keith Richards dei The Rolling Stones, incluso nel loro album Aftermath del 1966. Anche se mai pubblicata su singolo in Gran Bretagna o Stati Uniti, si tratta di una delle canzoni più famose della band, frequentemente inclusa nelle raccolte dei successi del gruppo. Nel 1968, il brano venne pubblicato come singolo in Giappone (B-side: I Just Want to Make Love to You).
Fu durante l'esecuzione di questo brano che nel famigerato Altamont Free Concert del 1969, un membro degli Hells Angels, che fungevano da security della band, accoltellò a morte Meredith Hunter.

## Il brano
Il testo della canzone, spesso criticato per la sua misoginia, è una disamina del potere sessuale esercitato da un amante in un rapporto di coppia, nel quale Jagger celebra ed esalta il dominio assoluto ("Under My Thumb" in italiano letteralmente "sotto il mio pollice", come a dire "tengo in pugno") che ha nei confronti di una donna precedentemente dominante.
Per molti anni a partire dal tour del 1981, durante i concerti Jagger cambiò il testo del brano cantando "woman" al posto di "girl".
Come molte delle altre canzoni del periodo di Aftermath, Under My Thumb fa uso di un arrangiamento particolare e di strumenti musicali insoliti rispetto ai precedenti brani del gruppo, inclusi basso distorto (suonato da Bill Wyman), e marimba (suonata da Brian Jones).

### Accuse di maschilismo
Il testo, che paragona la donna in questione a un animale domestico (pet), a un "gatto" e a un "cagnolino che guaisce" provocò diverse accuse di maschilismo da parte del movimento femminista, che criticò il pesante punto di vista maschile espresso nella canzone. Al contrario, la filosofa statunitense Camille Paglia riferì che la sua ammirazione e difesa di Under My Thumb segnò l'inizio della rottura tra lei e il femminismo.
Nel 1995, Mick Jagger così si espresse nei confronti della canzone nel corso di un'intervista: «Si tratta di un pezzo scherzoso, veramente. Non è davvero una canzone anti-femminista più di tutte le altre... Sì, è una caricatura, ed era una risposta ad una ragazza che era stata molto autoritaria con me all'epoca».

### Omicidio di Altamont
Il brano è tristemente famoso per la sua (accidentale) connessione con l'omicidio del giovane Meredith Hunter avvenuto durante l'Altamont Free Concert del 1969. Gli Stones stavano finendo di suonare la canzone quando scoppiò una rissa tra il pubblico e gli Hells Angels che fungevano da "corpo di sicurezza" dell'evento, culminata con l'accoltellamento di Hunter,  che aveva tirato fuori una pistola, da parte dell'Hells Angel Alan Passaro.

## Formazione
- Mick Jagger - voce, battito di mani
- Keith Richards - chitarra elettrica
- Brian Jones - chitarra acustica, marimba
- Bill Wyman - basso, fuzzbox
- Charlie Watts - batteria

## Cover
Svariati artisti hanno reinterpretato la canzone, tra i tanti ricordiamo The Who (1967), Blind Faith (London Hyde Park 1969), Pentagram (1974), Streetheart (1979), Wayne Gibson (1974), Tina Turner (1975), Truth and Janey (1976), Terence Trent D'Arby (1987) Social Distortion (1996), Ministry con Burton C. Bell (2008).